# Лисицкий, Борис Лазаревич
Борис (Йен) Лазаревич Лисицкий (12 октября 1930, Москва — 22 января 2020, Ронда, Испания) — советский фотокорреспондент, кинооператор, документалист. Член Союза кинематографистов СССР (1961).

## Биография

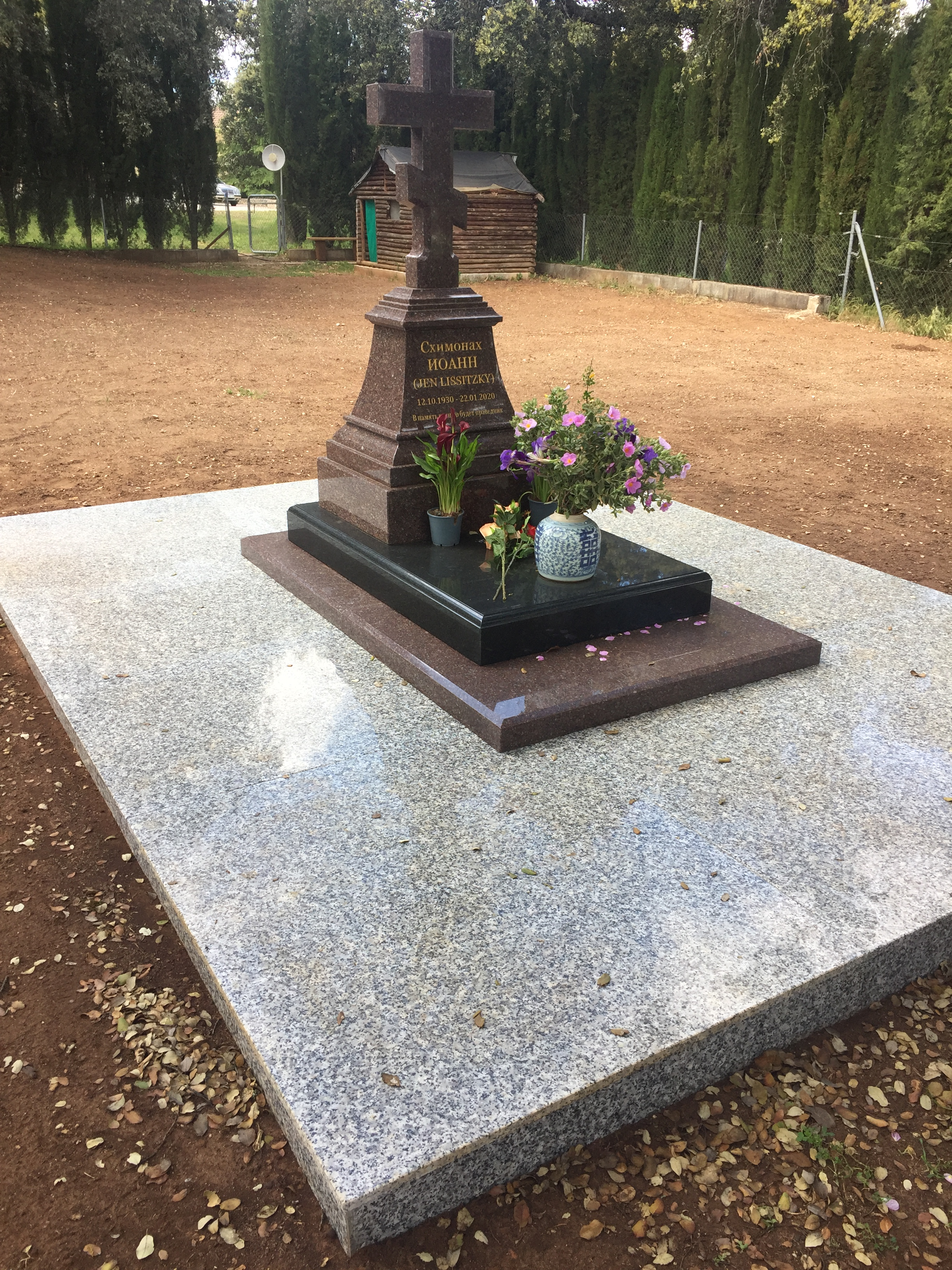

Борис (Йен) Лазаревич Лисицкий работал оператором на Хабаровской дальневосточной студии кинохроники (1957—1962), Казанской студии кинохроники (1962—1963), Свердловской киностудии (1963—1967) и Новосибирской студии телевидения (1967).
Снял 4 документальных фильма: «Perpetuum mobile. Вечное движение» (1967), «О кино, кино!» (1973), «Что вы на это скажете?» (1980), «Божественная Жизель» (1997).
В 1974 году снял короткометражный фильм «Вера и Фёдор» (Режиссёр — Виталий Васильевич Гоннов), где впервые в главной роли снялся Александр Абдулов.
В 1989 году переехал в Германию, а затем в Испанию.
На средства Бориса (Йен) Лазаревича Лисицкого в 2013 году в Испании, в 15 км от города Ронда провинции Малага (Lugar Partido Rural Penacerrada 3, Ronda, Málaga), по Благословению Митрополита Испанского и Португальского Поликарпа — был основан Православный Храм в честь иконы Пресвятой Богородицы Марии, именуемой «Скоропослушница», (Santuario Ortodoxo Ronda).
Борис (Йен) Лазаревич Лисицкий 20 января 2016 года принял монашеский постриг с именем Иоанн. До последних своих дней активно принимал участие в церковных Богослужениях и непрестанно трудился в Молитве.
Схимонах Лисицкий скончался 22 января 2020 года и похоронен на территории созданной им Обители.

## Семья
- отец Лазарь Маркович Лисицкий (1890—1941) — советский художник и архитектор.
- мать Софья Лисицкая-Кюпперс (Sophie Lissitzky-Küppers, урождённая Шнайдер; (1891—1978), галеристка, искусствовед;
- брат Курт Кюпперс (от первого брака матери)
- брат Ханс Кюпперс (от первого брака матери)
- сын Сергей Лисицкий